# ラブ・シャケ

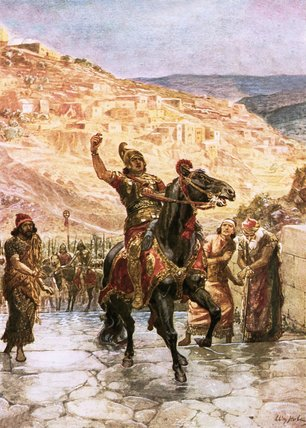
エルサレムでヒゼキヤ王から送られた3人の使者に対して降伏を勧告するラブ・シャケ（実際にはエルサレム市民に向けて言葉を発している。本文参照）。ウィリアム・ホール作。

ラブ・シャケ（Rab shaqe、Rabshakeh、Rab-shakeh、アッカド語: Rabshaqe、ヘブライ語: רַבְשָׁקֵה、ラテン語: Rabsaces）は宮廷の高官で、古代メソポタミアの諸国、アッカド帝国やアッシリアやバビロニアの宮廷で「大臣」や「酌人の長」に相当する。
第一次世界大戦中には、アッシリア人の軍の階級として用語が復活した。

## 概略
Rab šaqēはアッシリア語で「酌人（酌取り）の長」を意味する。もともとは宮廷の役人だったが、ラブシャケは王族の護衛隊長となった。時と共にさらなる軍事的な役割が付与されるようになった。

## 考古学的証拠
アッシリア王ティグラト・ピレセル3世の建てた建物の碑文には、「私はティルスに我が臣下ラブシャケを送り、金150タラントを受け取った」とある。
大英博物館に所蔵されている粘土板には別のアッシリア王、アッシュルバニパルが「私は我が軍勢に加わるようにとラブシャケやすべての総督や王たち（略）に命じた」とある。

## 聖書の記述
旧約聖書では、アッシリア王セナケリブが、タルタンとラブサリスと一緒にエルサレムに派遣された、ヒゼキヤ王への使者の一人として言及されている。彼が町の北側の壁の近くに立って、王の使者およびエルサレム市民にヘブライ語で降伏を勧告する演説は、列王記下18:27–37とイザヤ書36:2–20で引用されている。
この場面でラブ・シャケはアラム語で話すように求める使者に対して、

わたしの主君は、あなたの主君とあなたにだけでなく、城壁の上に座している人々にも、この言葉を告げるためにわたしをつかわしたのではないか。王下:18:27

と言っており、ヘブライ語が使えることが理由で選ばれたことが分かる。ステファニー・ダリーはこれについて、ラブ・シャケの母親がアッシリア王に嫁したユダヤ人の王女だったからとしている。